# Câu lạc bộ bóng đá Samurzakan Gal
Câu lạc bộ bóng đá Samurzakan Gal là một câu lạc bộ bóng đá ở thành phố Gali của Abkhazia tham gia thi đấu tại Giải bóng đá Ngoại hạng Abkhazia.

## Lịch sử
Câu lạc bộ bóng đá Samurzakan Gal được thành lập vào năm 1999 tại thành phố Gali của  Abkhazia. Câu lạc bộ thuộc quản lý của Liên đoàn bóng đá Abkhazia.
Câu lạc bộ thi đấu tại Giải vô địch bóng đá Abkhazia 2020 và xếp hạng thứ bảy chung cuộc.